# Ablepharus darvazi
Ablepharus darvazi là một loài thằn lằn trong họ Scincidae. Loài này được Yeriomchenko & Panfilov mô tả khoa học đầu tiên năm 1990.